# Булзештиј де Жос (Хунедоара)
Булзештиј де Жос (рум. Bulzeștii de Jos) насеље је у Румунији у округу Хунедоара у општини Булзештиј де Сус. Oпштина се налази на надморској висини од 453 m.

## Становништво
Према подацима из 2002. године у насељу је живело 87 становника, од којих су сви румунске националности.